# Svizzera all'Eurovision Song Contest 1978
La Selezione Svizzera per l'Eurofestival 1978 si svolse a Zurigo il 18 gennaio 1978.

## Canzoni in ordine di classifica
| Posizione | Canzone                                     | Artista                     |
| 1.        | Vivre                                       | Carole Vinci                |
| 2.        | Hey, le musicien                            | Alain Morisod & Group       |
| 3.        | Quand l'amour rencontre un jour une chanson | Françoise Rime              |
| 4.        | Solo tu                                     | Salvo Ingrassia             |
| 5.        | Il chiromante                               | Marisa Frigerio             |
| 6.        | Hier, Pierre Colombe chante                 | Piera Martell Isabelle Alba |